# Csaba Fehér
Csaba Fehér (Szekszárd, 2 settembre 1975) è un ex calciatore ungherese, di ruolo terzino destro o centrocampista difensivo.

## Palmarès

### Club
- Campionato ungherese: 1

Ujpest: 1998
- Campionato olandese: 1

PSV: 2007